# Tawara-Gaeshi

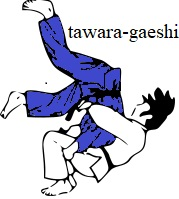
Tawara-gaeshi, employée par Uke (kimono blanc) comme contre-attaque face à Morote-Gari lancée par Tori (kimono bleu).

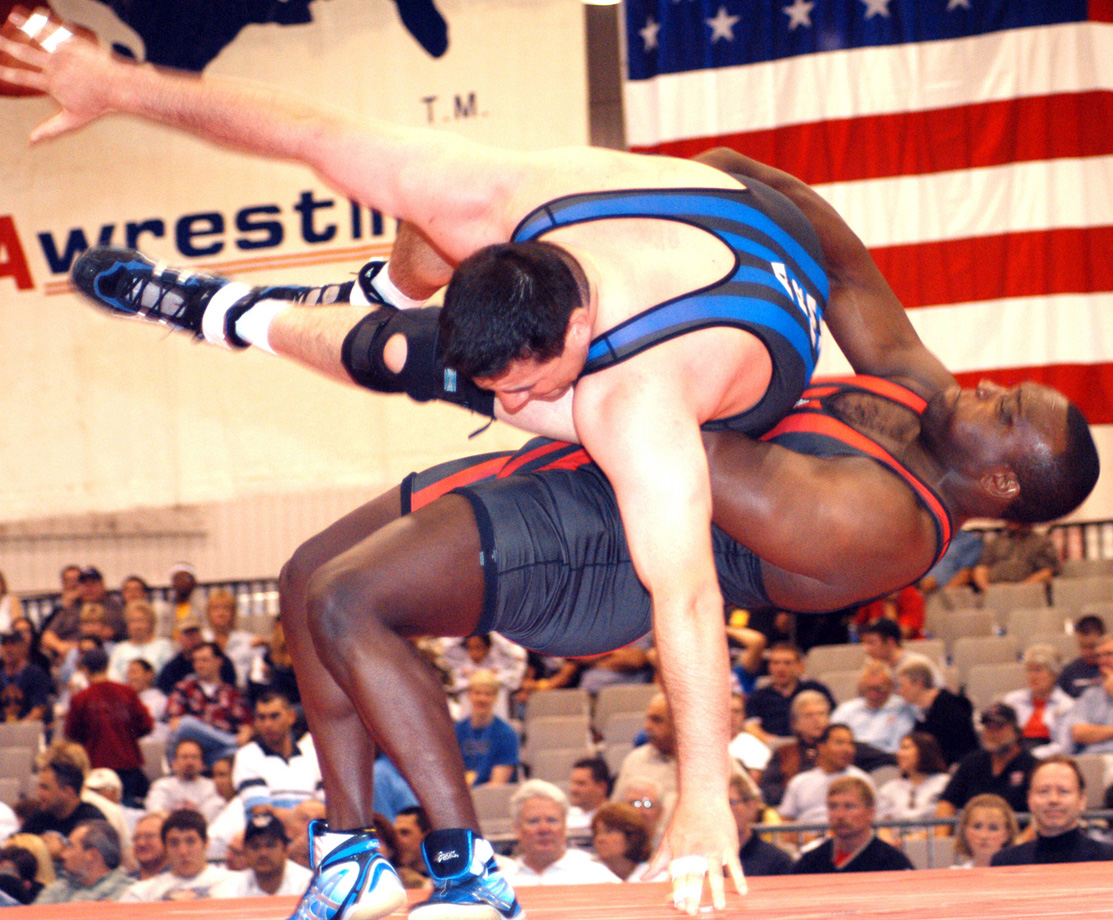
Une déclinaison de Tawara-gaeshi, employée lors des 2003 U.S. National Wrestling Championships.

Tawara-Gaeshi (en japonais : 俵返), connue également en anglais sous le nom de "ricebag reversal throw" ou "tumbling down throw", est une technique de projection du judo. Tawara-Gaeshi fait partie des techniques arrières de sacrifice (Ma-Sutemi-Waza). La prise faisait partie du quatrième groupe ("day-yonko") de la liste du Go kyo no waza de 1895.

## Description technique
Lorsque tori tente Morote-gari, Uke passe par-dessus les épaules et les bras de Tori afin de verrouiller son corps. Uke, tout en maintenant fermement cette clé, laisse tomber son poids vers le bas et vers l'arrière et utilise l'effet de levier de la clé de corps pour projeter en arrière Tori sur son dos en un seul mouvement fluide. Le défenseur peut maintenir cette position jusqu'à osaekomi-waza.

## Déclinaisons de la technique
Les mouvements de cette prise sont similaires au soulèvement d'une balle de riz ("tawaragae"). 
L'idéal serait de pouvoir lancer le "tawaragae" directement derrière soi, mais en pratique, il est difficile de le faire car l'adversaire chevauche souvent Uke. C'est pourquoi il est souvent lancé sur le côté, en diagonale derrière ou en diagonale sur le côté.
Le "tawaragae" peut également être observé dans des arts martiaux autres que le judo, par exemple dans le style gréco-romain et la lutte libre. En lutte, un "tawaragae" est un mouvement dans lequel le lutteur tient le corps de l'adversaire par le côté et le projette en arrière vers le côté de l'adversaire et derrière lui. Il est principalement utilisé dans le style gréco-romain, plus connu sous le nom de "body lock takedown", ou "bear hug".

### Sources
: document utilisé comme source pour la rédaction de cet article.
K. Yamanaka, Jiu-jutsu, Cleveland: Rikko Art Co,  (1918)
T. Daigo, KODOKAN JUDO:THROWING TECHNIQUES. Japon: Kodansha International, (2005)
J. Ritschel, The Mixed Martial Arts Handbook, Royaume-Uni: A&C Black,  (2009)
H. E.Sharp, S. Takagaki, Techniques of Judo, Japon: Tuttle Publishing, (2012)